# أحمد عبد الوهاب (مؤلف)
أحمد عبد الوهاب (15 يونيو 1934 - 10 أبريل 2003) مؤلف وكاتب سيناريو مصري، من مواليد قرية قوص بمحافظة قنا.

## عن حياته
تخرج الكاتب أحمد عبد الوهاب من كلية الآداب بجامعة عين شمس. وقد بدأت ميوله الأدبية في الظهور منذ الصغر، وفي أثناء دراسته الجامعية كانت له عدة محاولات لكتابة الشعر والقصة القصيرة.

### عمله في التأليف والسيناريو
عمل في بداية حياته المهنية الفنية مساعداً للسيناريست الكبير عبدالحي أديب حيث كانت انطلاقته الأولى بسيناريو فيلم (الرجال لا يتزوجون الجميلات) عام 1965. وتلى ذلك العديد من السيناريوهات لأفلام عديدة من أهمها: (بيت الطالبات) 1967، (الحفيد) 1974، (الحب وحده لا يكفي) 1980، وكان أخر أعماله فيلم (يا ناس يا هووه) عام 1991.

### مشاركته في التمثيل
شارك عبد الوهاب كممثل في أفلام عديدة، ومن أشهرها: (كراكون في الشارع) 1986، (محاكمة على بابا) 1987، و(المجنون) 1988.

### الجوائز
حصل الكاتب أحمد عبد الوهاب على عدة جوائز من أهمها: جائزة وزارة الثقافة الأولى عن سيناريو فيلم (الحفيد)، جائزة عن أحسن سيناريو وحوار عن فيلم (انتبهوا أيها السادة) كما حصل على العديد من الجوائز من مهرجان المركز الكاثوليكي للسينما المصرية.

## وفاته
توفي عام 2003، وكانت آخر أعماله في التأليف فيلم (يا ناس ياهوه) عام 1991.

## وصلات خارجية
- أحمد عبد الوهاب على موقع IMDb (الإنجليزية)
- أحمد عبد الوهاب على موقع قاعدة بيانات الأفلام العربية